# Pierwszy rząd Sebastiana Kurza
Pierwszy rząd Sebastiana Kurza – federalny rząd Republiki Austrii urzędujący w latach 2017–2019.
Gabinet powstał po wyborach parlamentarnych w 2017, w wyniku których wyłoniono Radę Narodową XXVI kadencji. Zwyciężyła w nich Austriacka Partia Ludowa (ÖVP), która uzyskała 62 mandaty.
Współrządzące dotąd w ramach rządu Christiana Kerna partie ludowców i socjaldemokratów nie zdecydowały się na kontynuowanie współpracy. Pod koniec października ÖVP podjęła rozmowy koalicyjne z narodowo-konserwatywną Wolnościową Partią Austrii (FPÖ). W połowie grudnia ogłoszono zawarcie porozumienia i przedstawiono skład przyszłego gabinetu.
Rząd rozpoczął funkcjonowanie 18 grudnia 2017 po zaprzysiężeniu przez prezydenta Alexandra Van der Bellena. Na jego czele stanął lider Austriackiej Partii Ludowej Sebastian Kurz. Heinz-Christian Strache, przewodniczący Wolnościowej Partii Austrii, objął stanowisko wicekanclerza.
17 maja 2019 dziennik „Süddeutsche Zeitung” i tygodnik „Der Spiegel” opublikowały pochodzące z lipca 2017 nagrania ze spotkania lidera FPÖ m.in. z kobietą podającą się za krewną wpływowego rosyjskiego oligarchy. W jego trakcie Heinz-Christian Strache miał oferować jej pomoc w uzyskaniu państwowych kontraktów w zamian za wsparcie jego partii przez austriacki tabloid, w który kobieta miała zainwestować. Poruszono także temat istnienia stowarzyszenia powołanego do przyjmowania dotacji na rzecz FPÖ z obejściem obowiązujących przepisów. 18 maja kanclerz Sebastian Kurz wykluczył możliwość dalszej współpracy z wicekanclerzem i zapowiedział jego odejście rządu. Tego samego dnia Heinz-Christian Strache złożył dymisję ze stanowisk rządowych oraz z funkcji przewodniczącego Wolnościowej Partii Austrii.
Konsekwencją afery był rozpad koalicji. 22 maja 2019 odwołano wszystkich ministrów rekomendowanych przez FPÖ (z wyjątkiem bezpartyjnej minister spraw zagranicznych). 27 maja 2019, dzień po zwycięskich dla ludowców eurowyborach, Rada Narodowa głosami SPÖ i niedawnego koalicjanta przegłosowała wobec jego rządu wotum nieufności, co rozpoczęło procedurę dymisji gabinetu. Następnego dnia Sebastian Kurz został odwołany, a obowiązki kanclerza tymczasowo przejął Hartwig Löger. 3 czerwca 2019 prezydent dokonał zaprzysiężenia technicznego rządu na czele z Brigitte Bierlein.

## Skład rządu
| Funkcja                                                               | Zdjęcie | Imię i nazwisko                     | Od              | Do             | Partia             |
| --------------------------------------------------------------------- | ------- | ----------------------------------- | --------------- | -------------- | ------------------ |
| Kanclerz                                                              |         | Sebastian Kurz                      | 18 grudnia 2017 | 28 maja 2019   | ÖVP                |
| Kanclerz                                                              |         | Hartwig Löger (jako p.o. kanclerza) | 28 maja 2019    | 3 czerwca 2019 | bezp. (z puli ÖVP) |
| Wicekanclerz                                                          |         | Heinz-Christian Strache             | 18 grudnia 2017 | 22 maja 2019   | FPÖ                |
| Wicekanclerz                                                          |         | Hartwig Löger                       | 22 maja 2019    | 3 czerwca 2019 | bezp. (z puli ÖVP) |
| Minister służby cywilnej i sportu                                     |         | Heinz-Christian Strache             | 8 stycznia 2018 | 22 maja 2019   | FPÖ                |
| Minister służby cywilnej i sportu                                     |         | Juliane Bogner-Strauß               | 22 maja 2019    | 3 czerwca 2019 | ÖVP                |
| Minister kobiet, rodziny i młodzieży                                  |         | Juliane Bogner-Strauß               | 18 grudnia 2017 | 3 czerwca 2019 | ÖVP                |
| Minister finansów                                                     |         | Hartwig Löger                       | 18 grudnia 2017 | 3 czerwca 2019 | bezp. (z puli ÖVP) |
| Minister spraw wewnętrznych                                           |         | Herbert Kickl                       | 18 grudnia 2017 | 22 maja 2019   | FPÖ                |
| Minister spraw wewnętrznych                                           |         | Eckart Ratz                         | 22 maja 2019    | 3 czerwca 2019 | bezp.              |
| Minister spraw zagranicznych, europejskich i integracji               |         | Karin Kneissl                       | 18 grudnia 2017 | 3 czerwca 2019 | bezp. (z puli FPÖ) |
| Minister spraw konstytucyjnych, reform, deregulacji i sprawiedliwości |         | Josef Moser                         | 18 grudnia 2017 | 3 czerwca 2019 | bezp. (z puli ÖVP) |
| Minister obrony                                                       |         | Mario Kunasek                       | 18 grudnia 2017 | 22 maja 2019   | FPÖ                |
| Minister obrony                                                       |         | Johann Luif                         | 22 maja 2019    | 3 czerwca 2019 | bezp.              |
| Minister edukacji, nauki i badań naukowych                            |         | Heinz Faßmann                       | 18 grudnia 2017 | 3 czerwca 2019 | bezp. (z puli ÖVP) |
| Minister zdrowia, spraw społecznych, pracy i konsumentów              |         | Beate Hartinger-Klein               | 18 grudnia 2017 | 22 maja 2019   | FPÖ                |
| Minister zdrowia, spraw społecznych, pracy i konsumentów              |         | Walter Pöltner                      | 22 maja 2019    | 3 czerwca 2019 | bezp.              |
| Minister transportu, innowacji i technologii                          |         | Norbert Hofer                       | 18 grudnia 2017 | 22 maja 2019   | FPÖ                |
| Minister transportu, innowacji i technologii                          |         | Valerie Hackl                       | 22 maja 2019    | 3 czerwca 2019 | bezp.              |
| Minister zrównoważonego rozwoju i turystyki                           |         | Elisabeth Köstinger                 | 18 grudnia 2017 | 3 czerwca 2019 | ÖVP                |
| Minister cyfryzacji i biznesu                                         |         | Margarete Schramböck                | 8 stycznia 2018 | 3 czerwca 2019 | ÖVP                |
| Minister ds. Unii Europejskiej, sztuki, kultury i mediów              |         | Gernot Blümel                       | 18 grudnia 2017 | 3 czerwca 2019 | ÖVP                |